# Aeroport de Cafunfo
L'aeroport de Cafunfo (codi IATA: CFF, codi OACI: FNCF) és un aeroport que serveix Cafunfo, una vila de la província de Lunda-Nord a Angola.
La balisa no direccional de Cafunfo (Ident: CF) es troba al camp.